# Maurice Cornforth
Maurice Campbell Cornforth (ur. 28 października 1909, zm. 31 grudnia 1980) – brytyjski filozof marksistowski.

## Życiorys
Karierę filozoficzną rozpoczął we wczesnych latach 30. XX wieku, pisząc w stylu charakterystycznym dla ówczesnej filozofii analitycznej jako uczeń Ludwiga Wittgensteina. W latach późniejszych stał się oficjalnym ideologiem Komunistycznej Partii Wielkiej Brytanii, choć wciąż pozostawał pod głębokim wpływem filozofii Wittgensteina (zwłaszcza tzw. „późnego Wittgensteina”) i jego poglądów na temat języka.
Cornforth wierzył, że normalna filozofia lingwistyczna zerwała z subiektywizmem właściwym filozofii analitycznej i jako taka może być przydatna marksizmowi.
Cornforth jest najbardziej znany ze swego ataku na teorie estetyczne Christophera Caudwella, i swe częściowe zaangażowanie w nurt filozofii lingwistycznej rozwijanej w Oksfordzie w latach 40. i 60. XX wieku. Jest także autorem obrony teorii marksistowskiej przed „racjonalnym krytycyzmem” Sir Karla R. Poppera (w książce The Open Philosophy and the Open Society).
Cornforth, podobnie jak wielu innych filozofów marksistowskich z różnych krajów, uległ procesom stalinizacji i dogmatyzacji marksizmu, z czasem jednak procesy te we własnej twórczości przezwyciężył. I tak, o ile książka In Defence of Philosophy z 1950 r. charakteryzuje się stylem zaciekle polemicznym, charakterystycznym dla prac Andrieja A. Żdanowa i jego wytycznych dla prac innych marksistów wchodzących w szranki z przeciwnikami ideologicznymi, o tyle książka Marxism and the Linguistic Philosophy z 1965 roku była już napisana nie tyle (lub: „nie tylko”), by skrytykować filozofię analityczną, ile by zademonstrować odrzucenie przez Cornfortha własnego dogmatyzmu, przejawiającego się w jego wcześniejszych pracach.

## Prace
- Food and farming for victory, broszura Komunistycznej Partii Wielkiej Brytanii;
- Science Versus Idealism: An Examination of „Pure Empiricism” and Modern Logic (1946) (wyd. pol. Nauka przeciw idealizmowi. Rozważania nad „czystym empiryzmem” i logiką nowoczesną, wyd. Książka i Wiedza, 1949);
- Dialectical materialism and science (1949) (wyd. pol. Materializm dialektyczny a nauki ścisłe, Czytelnik, 1950);
- In Defense of Philosophy - Against Positivism and Pragmatism (1950) (wyd. pol. W obronie filozofii. Przeciw pozytywizmowi i pragmatyzmowi, tłum. Irena Krońska, wyd. Książka i Wiedza, 1952);
- Science for Peace and Socialism (ok. 1950) razem z J.D. Bernalem;
- Dialectical Materialism (1952), tom 1: Materialism & the Dialectical Method; tom 2: Historical Materialism; tom 3: Theory of Knowledge, i późniejsze wydania (wyd. pol. Materializm dialektyczny. Wprowadzenie, tomy 1-3, tłum. Michał Kelles-Krauz, wyd. Książka i Wiedza, 1960);
- Readers' Guide to the Marxist Classics (1952);
- Rumanian Summer: A View of the Rumanian People's Republic (1953) razem z J. Lindsayem;
- Philosophy for Socialists (1959);
- Marxism and the Linguistic Philosophy (1965);
- The Open Philosophy and the Open Society: A Reply to Dr. Karl Popper's Refutations of Marxism (1968);
- Communism and Human Values (1972);
- (redaktor) Rebels and Their Causes: Essays in honour of A. L. Morton (1978);
- Communism & Philosophy: Contemporary Dogmas and Revisions of Marxism (1980).